# Ahmed Felix
Ahmed Fathi Hamza (tiếng Ả Rập: أحمد فتحي حمزة; sinh ngày 2 tháng 2 năm 1988) hay Ahmed Felix là một cầu thủ bóng đá người Ai Cập hiện tại thi đấu ở vị trí tiền vệ trung tâm cho câu lạc bộ Ai Cập Al Nasr. Năm 2013, Felix rời Petrojet theo dạng chuyển nhượng tự do đến đội bóng mới lên hạng cao nhất Ai Cập, Raja CA, với giá 80k Egyptian pounds, và năm 2017, anh ký bản hợp đồng 3 năm cho Al Nasr từ Raja CA.